# Кыч
Кыч — река в России, протекает по Дебёсскому району Удмуртии. Устье реки находится в 10 км по правому берегу реки Ил. Длина реки составляет 11 км.
Исток реки у нежилой деревни Князево в 18 км к юго-западу от райцентра, села Дебёсы. Генеральное направление течения — север, протекает деревни Аняшур и Старый Кыч. В нижнем течении течёт вдоль автодороги Дебёсы — Шаркан
Впадает в Ил у деревни Такагурт.

## Данные водного реестра
По данным государственного водного реестра России относится к Камскому бассейновому округу, водохозяйственный участок реки — Чепца от истока до устья, речной подбассейн реки Вятка. Речной бассейн реки — Кама.
Код объекта в государственном водном реестре — 10010300112111100032479.